# Bani Suwaif
Bani Suwaif oder Beni Suef (koptisch Ⲡⲁⲛⲓⲥⲱϥ panisuf; arabisch بني سويف Bani Suwaif, DMG Banī Suwaif, auch Beni Sueif, Beni Swaif, Beni Sweif und Beni Suaif) ist die am linken Ufer des Nil und ca. 115 km südlich von Kairo gelegene Hauptstadt des Gouvernements Bani Suwaif, Ägypten.
Bani Suwaif ist ein wichtiges Agrarzentrum, das sich von einem kleinen Dorf am Ende des 19. Jahrhunderts entwickelte und jetzt 218.472 Einwohner zählt (Berechnung 2008); 211.173 Einwohner (Volkszählung 2006). Ursprünglich berühmt für seine Leinen-Manufakturen im Mittelalter, dominieren hier heute insbesondere die Baumwollspinnerei und die Teppichherstellung. Auch der Alabaster, der in den nahen Hügeln der Umgebung abgebaut wird, ist bekannt.
In der Nähe von Bani Suwaif liegen die Meidum-Pyramide und die Oase Fayum. 15 Kilometer westlich von Bani Suwaif befindet sich außerdem der Schutthügel einer altägyptischen Stadt, die von den Griechen als Herakleopolis Magna bezeichnet wurde.
Seit der Ägyptischen Revolution im Jahr 2011 und aufgrund der damit einhergehenden wirtschaftlichen Not sind die jahrtausende alten Relikte in einem extremen Ausmaß Gegenstand von Grabräuberei und damit einhergehender Zerstörung.
Die Stadt ist einer von drei Standorten in Ägypten, an denen Siemens derzeit die mit je 4,8 GW installierter Leistung weltweit größten GuD-Kraftwerke errichtet.

## Kultur und Bildung
- Das Beni-Suef-Museum[4] beherbergt Artefakte aus der Geschichte der Region, in der ersten Etage aus pharaonischer Zeit, vor allem aus Abusir und Herakleopolis Magna, in der zweiten Etage Objekte aus koptischer und islamischer Zeit.[5]
- Die Stadt ist Standort der Beni-Suef University.[6]

## Söhne und Töchter der Stadt
- Ali El-Kaf (1908–1979), Fußballspieler
- Hussain Montassir (1923–1992), Basketballspieler
- Hischam Kandil (* 1962), Ingenieur und ehemaliger Premierminister von Ägypten